# Temporada da 1.SKL de 2019-20
A Temporada 2019–20 da Liga Eslovena de Basquetebol, conhecida também apenas como 1.SKL, foi a 29ª edição da principal competição de basquetebol masculino da Eslovênia. A equipe do Sixt Primorska defendia seu título, porém a temporada terminou sem coroar um campeão, pois em virtude da pandemi de Covid-19 a competição foi interrompida.

## Participantes
| Clube           | Cidade          | Arena                       |
| --------------- | --------------- | --------------------------- |
| Helios Suns     | Domžale         | Hala Komunalnega Centra     |
| Hopsi Polzela   | Polzela         | Polzela Sports Hall         |
| Krka            | Novo Mesto      | Leon Štukelj Hall           |
| Podčetrtek      | Podčetrtek      | ŠD Podčetrtek               |
| Rogaška         | Rogaška Slatina | Rogaška Slatina Sports Hall |
| Koper Primorska | Koper           | OŠ Koper Hall               |
| GGD Šenčur      | Šenčur          | Šenčur Sports Hall          |
| Tajfun          | Šentjur         | OŠ Hruševec Hall            |
| Zlatorog Laško  | Laško           | Tri Lilije Hall             |

## Primeira fase
| #  | Clube           | P  | V  | D  | P  | P+/P-     | Saldo | Classificação |
| -- | --------------- | -- | -- | -- | -- | --------- | ----- | ------------- |
| 1. | Koper Primorska | 16 | 13 | 3  | 29 | 1395/1128 | 267   | Grupo A       |
| 2. | Krka            | 16 | 11 | 5  | 27 | 1250/1153 | 97    | Grupo A       |
| 3. | Helios Suns     | 16 | 10 | 6  | 26 | 1184/1174 | 10    | Grupo A       |
| 4. | Rogaška         | 16 | 10 | 6  | 26 | 1210/1142 | 68    | Grupo A       |
| 5. | Hopsi Polzela   | 16 | 9  | 7  | 25 | 1371/1235 | 136   | Grupo A       |
| 6. | GGD Šenčur      | 16 | 9  | 7  | 25 | 1274/1159 | 115   | Grupo B       |
| 7. | Šentjur         | 16 | 6  | 10 | 22 | 1238/1234 | 4     | Grupo B       |
| 8. | Zlatorog Laško  | 16 | 3  | 13 | 19 | 1151/1515 | -364  | Grupo B       |
| 9. | Podčetrtek      | 16 | 1  | 15 | 17 | 1036/1369 | -333  | Grupo B       |

### Resultados
| Casa\Visitante  | HEL   | HOP    | KRK   | POD   | ROG   | PRI    | SEC   | SET   | ZLA    |
| --------------- | ----- | ------ | ----- | ----- | ----- | ------ | ----- | ----- | ------ |
| Helios Suns     |       | 53-72  | 66-72 | 80-53 | 72-67 | 60-78  | 66-57 | 76-73 | 98-81  |
| Hopsi Polzela   | 86-87 |        | 92-65 | 96-67 | 86-87 | 85-84  | 71-66 | 83-62 | 102-78 |
| Krka            | 66-73 | 84-76  |       | 91-60 | 70-54 | 80-81  | 68-66 | 92-72 | 104-70 |
| Podčetrtek      | 78-86 | 77-94  | 60-88 |       | 56-87 | 64-98  | 53-80 | 64-94 | 98-75  |
| Rogaška         | 75-63 | 82-75  | 58-67 | 83-48 |       | 86-83  | 66-57 | 83-70 | 91-61  |
| Koper Primorska | 84-66 | 91-77  | 68-64 | 79-67 | 76-53 |        | 86-85 | 82-66 | 115-73 |
| Šenčur          | 67-71 | 92-90  | 83-89 | 80-73 | 92-53 | 82-80  |       | 89-82 | 95-62  |
| Šentjur         | 75-63 | 85-69  | 96-61 | 86-49 | 71-86 | 64-108 | 83-90 |       | 83-50  |
| Zlatorog Laško  | 90-84 | 75-117 | 78-89 | 72-69 | 75-99 | 56-102 | 66-93 | 89-76 |        |

## Segunda fase

### Grupo A
| #  | Clube           | P | V | D | P | P+/P-   | Saldo |
| -- | --------------- | - | - | - | - | ------- | ----- |
| 1. | Hopsi Polzela   | 2 | 1 | 1 | 3 | 159/151 | 8     |
| 2. | Krka            | 2 | 1 | 1 | 3 | 153/161 | -8    |
| 3. | Helios Suns     | 2 | 1 | 1 | 3 | 139/146 | -7    |
| 4. | Cibona Olimpija | 1 | 1 | 0 | 2 | 86/77   | 9     |
| 5. | Koper Primorska | 1 | 0 | 1 | 1 | 62/64   | -2    |
| 6. | Rogaška         | 0 | 0 | 0 | 0 | 0/0     | 0     |

### Grupo B
| #  | Clube          | P | V | D | P  | P+/P-   | Saldo | Classificação |
| -- | -------------- | - | - | - | -- | ------- | ----- | ------------- |
| 1. | GGD Šenčur     | 7 | 7 | 0 | 14 | 617/498 | 119   | Playoffs      |
| 2. | Šentjur        | 7 | 4 | 3 | 11 | 592/501 | 91    | Playoffs      |
| 3. | Zlatorog Laško | 7 | 2 | 5 | 9  | 484/602 | -118  |               |
| 4. | Podčetrtek     | 7 | 1 | 6 | 8  | 485/577 | -92   | Rebaixado     |

## Playoffs

### Confrontos
|  | Quartas-de-final | Quartas-de-final | Quartas-de-final |  |  | Semifinais | Semifinais | Semifinais |  |  | Final | Final | Final |
|  |                  |                  |                  |  |  |            |            |            |  |  |       |       |       |
|  |                  |                  |                  |  |  |            |            |            |  |  |       |       |       |
|  |                  |                  |                  |  |  |            |            |            |  |  |       |       |       |
|  |                  |                  |                  |  |  |            |            |            |  |  |       |       |       |
|  |                  |                  |                  |  |  |            |            |            |  |  |       |       |       |
|  |                  |                  |                  |  |  |            |            |            |  |  |       |       |       |
|  |                  |                  |                  |  |  |            |            |            |  |  |       |       |       |
|  |                  |                  |                  |  |  |            |            |            |  |  |       |       |       |
|  |                  |                  |                  |  |  |            |            |            |  |  |       |       |       |
|  |                  |                  |                  |  |  |            |            |            |  |  |       |       |       |
|  |                  |                  |                  |  |  |            |            |            |  |  |       |       |       |
|  |                  |                  |                  |  |  |            |            |            |  |  |       |       |       |
|  |                  |                  |                  |  |  |            |            |            |  |  |       |       |       |
|  |                  |                  |                  |  |  |            |            |            |  |  |       |       |       |
|  |                  |                  |                  |  |  |            |            |            |  |  |       |       |       |
|  |                  |                  |                  |  |  |            |            |            |  |  |       |       |       |
|  |                  |                  |                  |  |  |            |            |            |  |  |       |       |       |
|  |                  |                  |                  |  |  |            |            |            |  |  |       |       |       |
|  |                  |                  |                  |  |  |            |            |            |  |  |       |       |       |

#### Quartas de final
| Time 1 | Série | Time 2 | 1º Jogo | 2º Jogo | 3º Jogo |
| ------ | ----- | ------ | ------- | ------- | ------- |
|        | -     |        |         |         |         |
|        | -     |        |         |         |         |
|        | -     |        |         |         |         |
|        | -     |        |         |         |         |

#### Semifinal
| Time 1 | Série | Time 2 | 1º Jogo | 2º Jogo | 3º Jogo |
| ------ | ----- | ------ | ------- | ------- | ------- |
|        | -     |        |         |         |         |
|        | -     |        |         |         |         |

#### Final
| Time 1 | Série | Time 2 | 1º Jogo | 2º Jogo | 3º Jogo | 4º Jogo | 5º Jogo |
| ------ | ----- | ------ | ------- | ------- | ------- | ------- | ------- |
|        | -     |        |         |         |         |         |         |

## Premiação
| 1.SKL de 2019-20 Campeão |
| ------------------------ |
| ?º Título                |